# Melvin Gregg
Melvin Gregg, född 22 september 1988 i Portsmouth, Virginia, är en amerikansk skådespelare.
Gregg har bland annat medverkat i TV-serierna Snowfall (2019-2021) och Nio främlingar från 2021. Han har även medverkat i filmen The Blackening från 2022.

## Filmografi (i urval)
- 2019-2021: Snowfall
- 2021: Nio främlingar
- 2022: The Blackening